# آرثر هال
آرثر هال (بالإنجليزية: Arthur William Hall)‏ هو سياسي نيوزلندي، ولد في 3 أغسطس 1880، وتوفي في 18 أبريل 1931. انتخب عضو مجلس النواب النيوزيلندي.